# Plaque d'immatriculation centrafricaine
La plaque d'immatriculation centrafricaine permet l'identification des véhicules enregistrés en République centrafricaine.
Pour les véhicules des particuliers, elle se présente sous la forme « LL CCC LL », où L sont des lettres et C des chiffres.  Le premier groupe de deux lettres variant de DA à SZ et UB à VZ, suivi d'un groupe de trois chiffres variant de 001 à 999. Les deux dernières lettres désignent la préfecture d’enregistrement.

## Historique
Les plaques d’immatriculation centrafricaines ont connu différents formats depuis les années 60. Les premières plaques étaient sur fond noir avec des caractères argent. Dans les années 80, les plaques passent sur fond bleu. Depuis le 1er septembre 2006, le pays adopte les plaques CEMAC avec les caractères noirs sur fond blanc.

## Zones d’enregistrement
Les deux dernières lettres désignent la préfecture d’enregistrement.
| Code | Préfecture        |
| ---- | ----------------- |
| BB   | Bamingui-Bangoran |
| BG   | Bangui            |
| BK   | Basse-Kotto       |
| HB   | Haut-Mbomou       |
| HK   | Haute-Kotto       |
| KG   | Kémo              |
| LB   | Lobaye            |
| MB   | Mbomou            |
| MK   | Mambéré-Kadéï     |
| MP   | Ombella-M'Poko    |
| NG   | Nana-Grébizi      |
| SE   | Sangha-Mbaéré     |
| UA   | Ouham             |
| UK   | Ouaka             |
| UP   | Ouham-Pendé       |
| VK   | Vakaga            |